# Westchester/Veterans (métro de Los Angeles)
Westchester/Veterans est une station du métro léger de Los Angeles qui est  desservie par les rames de la ligne K et située dans la ville d'Inglewood, au sud de  Los Angeles en Californie. Sa construction a été complétée en 2022.
Elle est située près de l'intersection des avenues Florence et Hindry à Inglewood.

## Histoire
La station est financée et entièrement intégrée au projet en mai 2013 après un important soutien communautaire. 
Initialement prévue pour être inaugurée en 2021, la station ouvre ses portes en 2022.

## Projets
La station intègre des œuvres d'art de l'artiste Geoff McFetridge.